# فيرانتي مارك 1
فيرانتي مارك 1 أو حاسوب مانشستر الإلكتروني هو حاسوب قدمته شركة الهندسة الكهربائية البريطانية فيرانتي المحدودة، وكان أول حاسوب رقمي إلكتروني متعدد الأغراض يتوفر تجاريًا في العالم، وعلى الرغم من أن حواسب بايناك، وزد4 قد سبقته للظهور تجاريا، فإن حاسوب زد4 كان حاسوبًا كهروميكانيكيًا غير قابلًا للبرمجة، كما أن حاسوب بايناك لم يعمل بنجاح عند تقديمه لأول مرة.
كان حاسوب فيرانتي مارك 1 هو النُسخة المُحسنة من حاسوب مانشستر مارك 1، وقد قُدم حاسوب فيرانتي مارك 1 لأول مرة إلى جامعة فيكتوريا في مدينة مانشستر بالمملكة المتحدة في فبراير (شباط) 1951، ثُم عُرض على الجمهور في يوليو (تموز) 1951، قبل حاسوب يونيفاك 1 الذي قُدّم إلى مكتب الإحصاء الأمريكي في أواخر ديسمبر (كانون الأول) 1952، بعد طرحه تجاريًّا في 31 مارس (آذار) 1951.

## التاريخ

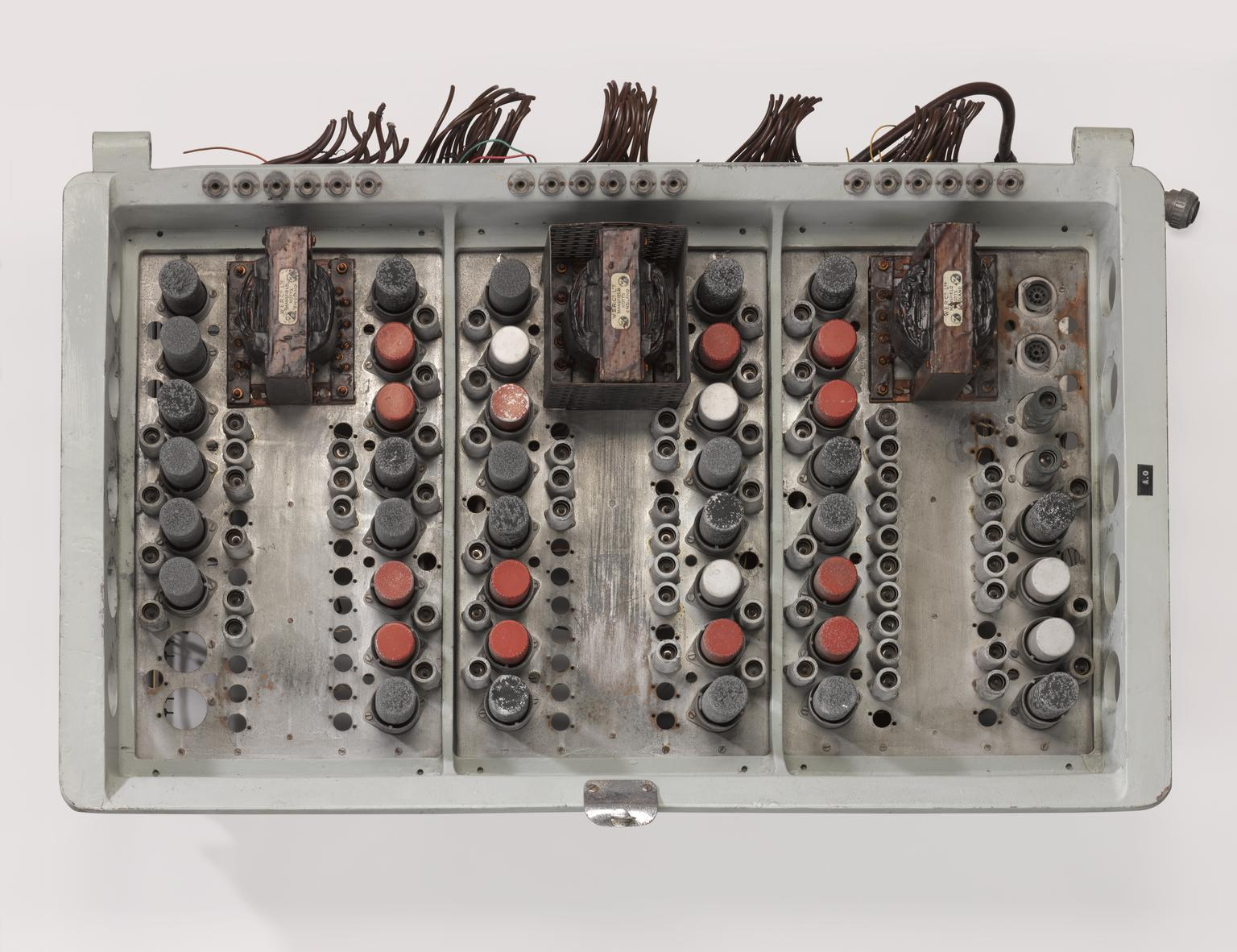
مكونات حاسوب فيرانتي مارك 1

استندت شركة فيرانتي البريطانية في تطوير حاسوبها فيرانتي مارك 1 إلى حاسوب مانشستر مارك 1 الذي صممه عالما الحاسوب فريدي ويليامز وتوم كيلبورن في جامعة مانشستر، بعدما أدخلت عليه مجموعة من التحسينات في حجم التخزين الأساسي والثانوي، وزودته بمضاعف أسرع، وتعليمات إضافية. بدأت الشركة تجميع حاسوب فيرانتي مارك 1 في خريف عام 1950، وهي العملية التي استمرت على مدى ستة أشهر.
استخدم حاسوب فيرانتي مارك 1 كلمة مكونة من 20 بتًا مخزنة كسطر واحد من نقاط الشحنات الكهربائية المستقرة على سطح شاشة عرض أنبوب ويليامز، حيث يخزن كل أنبوب كاثودي 64 سطرًا من النقاط. خُزنت التعليمات في كلمة واحدة، على حين خُزّنت الأرقام في كلمتين، وتكونت الذاكرة الرئيسية من ثمانية أنابيب، يخزن كل منها صفحة واحدة مكونة من 64 كلمة. خزّنت أنابيب أخرى مُرَكِّمًا واحدًا (أ) ذي 80 بتًا، وسجل المضاعف الناتج ذي 40 بتًا، وثمانية خطوط ب، أو سجلات الفهرس، وهي إحدى الميزات الفريدة لتصميم حاسوب فيرانتي مارك 1. كما يُمكن معالجة المُرَكِّم بكلمتين من 40 بتًا. تُخزّن كلمة إضافية من 20 بتًا لكل أنبوب قيمة إزاحة في وحدة التخزين الثانوية. وُفِّر التخزين الثانوي على شكل أسطوانة مغناطيسية بسعة 512 صفحة، حيث تُخزِّن صفحتين لكل مسار، مع زمن دوري بلغ حوالي 30 مللي ثانية. وقد وفرت هذه الذاكرة الأسطوانية ثمانية أضعاف سعة التخزين الأصلية للحاسوب المُصمَّم في جامعة مانشستر.
استخدمت التعليمات البرمجية الخاصة بحاسوب فيرانتي مارك 1، كما في حاسوب مانشستر مارك 1، تنسيق عنوان واحد، حيث تُعَدَّل المُعاملات وتُترك في المُرَكِّم. بلغ إجمالي عدد التعليمات حوالي خمسين تعليمة. وبلغ الزمن الدوري الأساسي 1.2 مللي ثانية، مع إمكانية إكمال عملية الضرب في وحدة التوازي الجديدة في زمن قدره حوالي 2.16 مللي ثانية (أسرع بحوالي 5 مرات من حاسوب مانشستر مارك 1). استخدم المُضاعِف ما يقرب من ربع أنابيب التفريغ التي استُخدمت في حاسوب مانشستر، والبالغ عددها 4050 أنبوبًا مفرغًا. كما أُدرجت في حاسوب فيرانتي مارك 1 عدة تعليمات برمجية لنسخ كلمة من الذاكرة من أحد أنابيب ويليامز إلى آلة شريط ورقي، أو قراءتها مرة أخرى. كذلك أُضيفت عدة تعليمات جديدة إلى تصميم حاسوب مانشستر مارك 1 الأصلي، مثل تعليمة الأعداد العشوائية والعديد من التعليمات الجديدة باستخدام الخطوط البائية. كان لا بد من برمجة حاسوب مانشستر مارك 1 الأصلي عن طريق إدخال أحرف أبجدية رقمية تُمثل قيمة من خمسة بتات يُمكن تمثيلها على مدخل الشريط الورقي. قرر المهندسون استخدام أبسط مطابقة بين فتحات الورق والأرقام الثنائية التي تُمثلها، ولكن لم يُقصد أبدًا أن تكون المقارنة بين الفتحات ولوحة المفاتيح المادية مطابقة ثنائية. وكنتيجةً لذلك، بدت الأحرف التي تُمثل القيم من 0 إلى 31 (أرقام خماسية البتات) عشوائية تمامًا.
قُدم حاسوب فيرانتي مارك 1 الأول إلى جامعة مانشستر. كانت لدى شركة فيرانتي آمالٌ كبيرةٌ في تحقيق مبيعاتٍ أكبر، وقد شجّعها على ذلك طلبٌ قدّمته مؤسسة أبحاث الطاقة الذرية في خريف عام 1952 للشركة للحصول على حاسوب فيرانتي مارك 1، غير أن تغييرٌ الحكومة البريطانية في أثناء بناء النُسخة الثانية من حاسوب فيرانتي مارك 1 تسبب في إلغاء جميع العقود الحكومية التي تزيد قيمتها عن 100,000 جنيه إسترليني، تاركًا لدى شركة فيرانتي حاسوبًا من نوع فيرانتي مارك 1 مكتملًا بشكل جزئي، حتى باعته الشركة في النهاية إلى جامعة تورنتو الكندية، والتي كانت تُصنّع حاسوبها الخاص، لكنها رأت أنه من الأفضل لها شراء جهاز فيرانتي مارك 1 كاملًا بسعرٍ أقل، إذ اشترته الجامعة بحوالي 30,000 دولارًا، وهو سعرٌ زهيد مُقارنة بتكلفة التصنيع. كان عالم الحاسوب البريطاني آلان تورنغ هو من كتب دليل برمجة حاسوب فيرانتي مارك 1.
وبعد إصدار أول جهازين من تصنيع شركة فيرانتي، طرحت الشركة إصدارًا مُعدّلا من حاسوب حاسوب فيرانتي مارك 1 عُرف باسم فيرانتي مارك 1 ستار، أو فيرانتي مارك 1*. ركّزت الشركة في هذا الإصدار بشكل رئيسي على تحسين مجموعة التعليمات لتحسين سهولة الاستخدام. فبدلاً من الربط الأصلي بين الثقوب والأرقام الثنائية، والذي كان يُنتج ربطًا عشوائيًا، اعتمدت في الأجهزة الجديدة على ربط الأرقام بالثقوب لإنتاج ربط أبسط بكثير. كان الإصداران السابقان يحتويان على العديد من الأوامر التي استخدمت سجلات الفهرس، والتي كان لها آثار جانبية أدت إلى برمجة غريبة، وهو ما عُدّل في الإصدار الجديد لتفادي تلك الآثار الجانبية. فعلى سبيل المثال، كانت تعليمات JUMP في الأجهزة الأصلية تهبط في موقع واحد قبل العنوان الفعلي بسبب السلوك الشاذ لسجل الفهرس، وعلى الرغم من أن هذه التعليمات أثبتت فائدتها نظريًا، فقد كانت مزعجة جدًا عمليًا، لذلك عُدّلت في الإصدار الجديد. كما عُدّلت عملية الإدخال/الإخراج، بحيث تُخرج الأرقام ذات الخمسة بتات الرقم الأقل دلالةً إلى اليمين، كما هو مُعتاد في معظم الكتابة الرقمية. كانت هذه التغييرات، من بين تغييرات أخرى، حسّنت بشكل كبير سهولة برمجة الآلات الأحدث.
بلغ وزن حاسوب فيرانتي مارك 1 ستار نحو 10,000 رطل (أي ما يُعادل 4.5 طنًا). صنعت شركة فيرانتي من هذا التصميم ما لا يقل عن سبع حواسيب من طراز فيرانتي مارك 1 ستار خلال الفترة ما بين عامي 1953 و1957، وقد باعت أحدها إلى مختبرات شل في أمستردام، ثُم باعت جهازًا آخر لشركة أفرو المتخصصة في تصنيع الطائرات، حيث ركبته في مصنعها الواقع في منظقة تشاديرتون بمدينة مانشستر، وقد استُخدم هذا الجهاز للعمل على مشروع تصنيع قاذفة القنابل فولكان إلى جانب مشاريع أخرى. كان مهندسا الحاسبات كونواي بيرنرز لي وماري لي وودز، والدا تيم بيرنرز لي مخترع الشبكة العنكبوتية العالمية، من بين العاملين على تطوير حواسب فيرانتي مارك 1 وفيرانتي مارك 1 ستار.

## الموسيقى الحاسوبية
تضمنت مجموعة تعليمات حاسوب فيرانتي فيرانتي مارك 1 أمرًا يُسمى "هوت"، يُمكّن الجهاز من إعطاء تغذية راجعة سمعية لمشغليها. كان الصوت الناتج قابلاً للتعديل في درجة حرارته، وهي ميزة استُغلت عندما استخدم حاسوب فيرانتي مارك 1 لإنتاج أول تسجيل معروف للموسيقى المُولّدة حاسوبيًا. تضمن التسجيل عزف مقطوعات موسيقية متنوعة من بينها النشيد الوطني البريطاني، وأغنية الأطفال با، با، الخروف الأسود وأغنية إن ذا مود. سجلت هيئة الإذاعة البريطانية هذا التسجيل أواخر عام 1951، وتولى كريستوفر ستراتشي، مدرس الرياضيات في مدرسة هرو بلندن وصديق آلان تورنغ، برمجة هذه المقطوعة. ومع ذلك، لم يكن فيرانتي ماك 1 هو أول حاسوب يُشغّل الموسيقى؛ فقد سبقه في ذلك الحاسوب الآلي للبحوث العلمية والصناعية في الكومنولث. والذي كان أول حاسوب رقمي أسترالي، عندما عزف أغنية كولونيل بوغي.

## ألعاب الحاسوب
صمم عالم الحاسوب ديتريش برينز في نوفمبر (تشرين الثاني) 1951 إحدى أقدم ألعاب الحاسوب، والتي كانت عبارة عن برنامج للعب الشطرنج مُستخدما جهاز حاسوب مانشستر فيرانتي مارك 1. لم تسمح محدودية جهاز فيرانتي مارك 1 ببرمجة لعبة شطرنج كاملة، ولم يكن برينز قادرًا إلا على برمجة مسائل الشطرنج من نوع كيف يموت الملك في حركتين. كان البرنامج يفحص كل حركة ممكنة للأبيض والأسود من بين آلاف الحركات الممكنة حتى يتوصل إلى حل، وهو ما كان يستغرق من 15 إلى 20 دقيقة للمسائل السهلة، وكان يستغرق عدة ساعات بشكل عام. كانت قيود البرنامج: لا يسمح بالتبييت، ولا بحركة البيدق المزدوجة، ولا بالأسر بالتجاوز، ولا بترقية البيدق، ومع هذا فقد كان البرنامج قادرًا على التمييز بين حالة كش مات وحالة الجمود.